# District de Anping
Pour les articles homonymes, voir Anping (homonymie).
Le district de Anping (chinois traditionnel : 安平區 ; pinyin : Ānpíng qū ; anglais : East District) est un district de la municipalité spéciale de Tainan.

## Histoire
L'histoire d'Anping remonte au XVIIe siècle quand la Compagnie néerlandaise des Indes orientales occupa Tayouan (qui donna le nom actuel de Taïwan). La colonisation hollandaise dura de 1624 à 1662, les hollandais étant chassé par Koxinga.
Pendant l'occupation japonaise, Anping eut un rôle très important pour le commerce entre le Japon et la Chine.
En 1901, le village de Xiaozhong est renommé Anping Street.
En 1920, Anping Street est renommée Anping District, soit district de Anping.
Anping était une petite ile séparée de l'ile principale de Taïwan jusqu'au XIXe siècle. Les courants marins ont apporté du sable qui a progressivement remblayé le bras d'océan entre Anping et l'ile principale. Aujourd'hui Anping est complètement intégré à l'ile principale et à la ville de Tainan.

## Géographie
Le district compte 66 835 habitants d'après le recensement de février 2019.

## Lieux et monuments
- Fort Zeelandia